# خخوه
خخوه (به لهستانی:  Chechły) یک روستا در لهستان است که در گمینا پولیچنا واقع شده‌است.